# Naoufel Youssefi
Naoufel Youssefi, né le 22 septembre 1987, est un footballeur tunisien évoluant au poste d'attaquant.

## Clubs
- 2007-juillet 2010 : Espérance sportive de Tunis (Tunisie)
  - juillet-décembre 2009 : Club sportif de Hammam Lif (Tunisie), en prêt
- juillet 2010-juillet 2012 : Jeunesse sportive kairouanaise (Tunisie)
- juillet 2012-août 2013 : Espérance sportive de Zarzis (Tunisie)
- août 2013-janvier 2014 : La Palme sportive de Tozeur (Tunisie)
- janvier 2014-juillet 2015 : Union sportive monastirienne (Tunisie)
- juillet 2015-septembre 2016 : Étoile olympique de Sidi Bouzid (Tunisie)
- septembre 2016-décembre 2018 : Union sportive de Tataouine (Tunisie)
- depuis octobre 2020 : Zitouna sportive de Chammakh (Tunisie)

## Palmarès
- Coupe nord-africaine des vainqueurs de coupe :
  - Vainqueur : 2008
- Championnat de Tunisie :
  - Vainqueur : 2009, 2010
- Coupe de Tunisie :
  - Vainqueur : 2008